# Maja Valles
Maja Valles je velké a staré údolí na povrchu Marsu, v oblasti Lunae Palus. Táhne se od kaňonu Juventae stovky kilometrů po Chryse Planitia. Některé jeho části jsou částečně pohřbené pod vrstvou hornin z vulkanické činnosti.
Sondy programu Viking nalezly na Marsu mnoho stop po bývalých vodních tocích. Našly stopy po tom, jak dávné vody prorazily hráze, vyhloubily hluboká údolí a rozlily na tisíce kilometrů daleko. V severních oblastech Maja Valles byly pozorovány též stopy po lávových proudech. Podle výzkumu za využití snímků od HiRISE a CTX však tyto proudy nebyly tak silné, aby mohly vyhloubit Maja Valles — to tak bylo vytvořeno tekoucí vodou.. U ústí údolí Maja Valles dosedl 1976 přistávací modul sondy Viking 1. Po výběru možných míst z asi 600 snímků byly vybrány souřadnice, později upřesněny na 22,487° severní šířky a 48,041° západní délky.

## Galerie

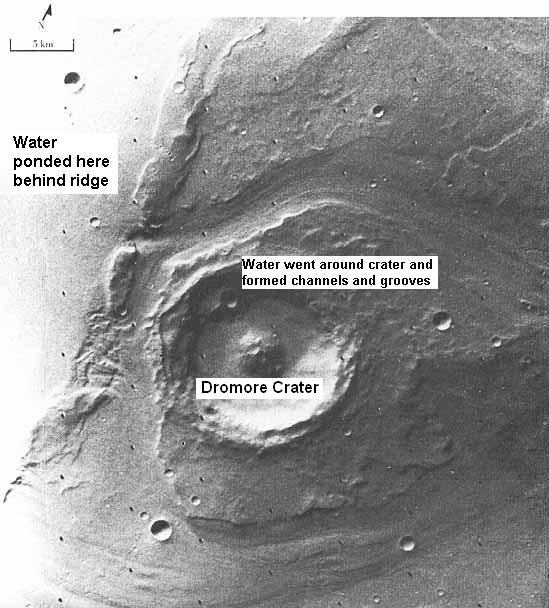
Detailní snímek Maja Valles (Viking, NASA)
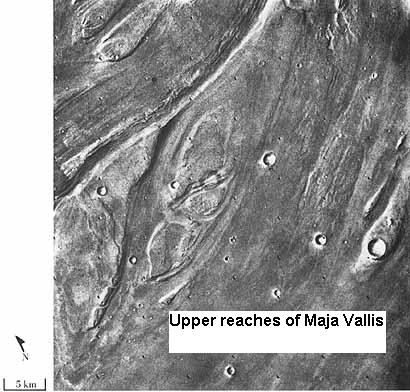
Ostrov mezi koryty formace Maja Valles
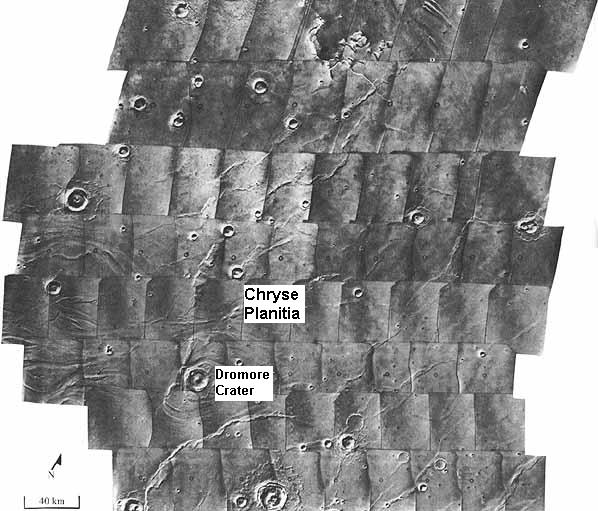
Sestavený snímek oblasti Lunae Palus, kde měla téci voda